# Maurice Gibson
Sir Maurice W. Gibson, PC (* 1. Mai 1913 in Belfast; † 25. April 1987 bei Killean, County Armagh) war ein britischer Lordrichter am Court of Appeal in Nordirland. Er wurde 1987 bei einem Bombenanschlag der IRA ermordet.

## Biografie
Maurice Gibson schloss 1937 sein Studium der Rechtswissenschaften an der Queen’s University Belfast ab und wurde im folgenden Jahr in die Rechtsanwaltskammer aufgenommen. Anschließend war er als Anwalt und Jurist tätig. Zudem war er Vorsitzender des Northern Ireland Legal Quarterly und wurde 1961 zum Bencher gewählt. 1968 wurde er von John MacDermott, Baron MacDermott als bester Anwalt Nordirlands bezeichnet und noch im selben Jahr zum Richter am High Court of Justice in Nordirland ernannt. 1975 wurde er zum Lordrichter am Court of Appeal erhoben. Als dieser war er von Amts wegen Mitglied im House of Lords und als Vertreter des Oberhauses, die höchste Berufungsinstanz der Justiz. Zum Zeitpunkt seines Todes galt er als zweithöchster Richter Nordirlands hinter Robert Lowry, Baron Lowry.
Er war nebenbei in der Jugendarbeit engagiert und arbeitete zeit seines Erwachsenenlebens mit den Pfadfindern. Zum Zeitpunkt seines Todes war er seit 46 Jahren mit seiner Frau Cecily verheiratet und Vater zweier Kinder. Zusammen reisten sie mehrmals in die Region von Kilcar im irischen County Donegal, wo Gibson in den 1960er Jahren ein Grundstück mit der Absicht erworben hatte, ein Ferienhaus zu errichten.
Laut Geheimdienstberichten hatte die IRA bereits Jahre vor seinem Tod seine Ermordung geplant, nachdem er ein IRA-Mitglied nach einem Sprengstoffanschlag zu einer hohen Haftstrafe verurteilt hatte. Im Juli 1984 war sein Haus in Donegal durch Brandstiftung zerstört worden.

## Anschlag
Ab 14. April 1987 unternahm das Ehepaar Gibson von Belfast aus eine Reise durch England, um einige Freunde und Verwandte zu besuchen. Am 25. April erreichten sie mit einer Fähre aus Liverpool kommend die irische Hauptstadt Dublin. Von dort aus traten sie mit dem Auto die Heimreise über die N1 an, die Hauptverbindungsstraße zwischen Dublin und Belfast. Bis zur nordirischen Grenze wurden sie von Beamten der irischen Garda begleitet. Wenige hundert Meter hinter der Grenze starb das Ehepaar Gibson bei der Explosion einer ferngezündeten Autobombe. Ihre RUC-Eskorte nach Belfast hatte sich nur wenige Fahrminuten weiter bei Newry befunden. Bei der Explosion wurden zudem sechs Personen verletzt; darunter waren mit Nigel Carr, David Irwin und Philip Rainey auch drei Spieler der irischen Rugby-Union-Nationalmannschaft.
Der Anschlag gilt als Vergeltung für den Freispruch von RUC-Beamten, welche im November 1982 drei unbewaffnete IRA-Mitglieder erschossen hatten. Gibson hatte wiederholt Polizisten und Soldaten von der Anklage des Mordes an mutmaßlichen Terroristen freigesprochen und sie zu ihrer Tapferkeit beglückwünscht. Er hatte mit seinem Kommentar, die getöteten IRA-Männer seien vor „den endgültigen Gerichtshof“ gesandt worden, für Aufsehen gesorgt. Denselben Wortlaut verwendete die IRA in ihrem Bekennerschreiben für Richter Gibson.